# 橋本勲
橋本 勲（はしもと いさお、1925年5月6日 - 2007年2月6日）は、日本の経済学者・マーケティング学者。元京都大学経済学部教授。経済学博士（京都大学・論文博士・1972年）。
商業資本論研究における生産的労働と不生産的労働に関する研究など、商業資本や流通問題の原理的研究，またマーケティング研究， とりわけマーケティング学説史の研究など多岐にわたる先駆的業績を残す。マーケティングに関する歴史的研究のリーダーの一人。

## 来歴
香川県高松市に生まれる。香川県立商業学校／昭和17年卒（現・香川県立高松商業高等学校）、高松経済専門学校（現・香川大学）を経て、東京商科大学（現・一橋大学）を卒業する。香川大学の助手、講師、助教授を経て、1962年より京都大学助教授となり、商業論、マーケティング論講座を担当した。
1970年、『商業資本と流通問題』で日本商業学会・学会賞を受賞。1972年に京都大学より経済学博士の学位を取得し、教授に昇進する。
経済学部長、京都大学評議員を歴任し、1989年に退官、名誉教授となる。その後、中京大学商学部教授となり、1999年退職。
日本商業学会・理事、マーケティング史研究会（現・マーケティング史学会）・創立発起人の一人、名誉会員を歴任した。2007年、脳出血により永眠、享年83（満81歳没）。

## 主な著書
- 『商業資本と流通問題』ミネルヴァ書房、1969年
- 『現代商業学』ミネルヴァ書房、1971年
- 『現代マーケティング論』新評論、1973年
- 『マーケティング論の成立』ミネルヴァ書房、1975年
- 『販売管理論』同文舘出版、1983年